# Ranikhet
Ranikhet là một thị xã quân sự (cantonment) của quận Almora thuộc bang Uttaranchal, Ấn Độ.

## Nhân khẩu
Theo điều tra dân số năm 2001 của Ấn Độ, Ranikhet có dân số 19.049 người. Phái nam chiếm 61% tổng số dân và phái nữ chiếm 39%. Ranikhet có tỷ lệ 83% biết đọc biết viết, cao hơn tỷ lệ trung bình toàn quốc là 59,5%: tỷ lệ cho phái nam là 87%, và tỷ lệ cho phái nữ là 76%. Tại Ranikhet, 10% dân số nhỏ hơn 6 tuổi.